# Karomama II
Đối với những người có cùng tên gọi, xem Karomama.
Karomama II, còn được đánh thứ tự là Karomama D, là một công nương, đồng thời là một vương hậu sống vào thời kỳ Vương triều thứ 22 – Vương triều thứ 23 trong lịch sử Ai Cập cổ đại.

## Gia đình vương tộc
Karomama D là một người con gái của vương tử Nimlot C. Nimlot C là con trai của pharaon Osorkon II với thứ phi Djedmutesakh IV, được phong làm Đại tư tế của Amun dưới triều vua cha.
Karomama kết hôn một người anh em ruột, người sau này trở thành vua kiểm soát toàn bộ Thượng Ai Cập, là Takelot II. Với Takelot II, Karomama có ít nhất một người con trai được chứng thực rõ ràng, là pharaon Osorkon III (còn được đánh thứ tự là Osorkon B khi ông còn giữ chức Đại tư tế từ cha).
Osorkon III có hai người con trai là Takelot III và Rudamun, lần lượt lên ngôi kế vị ông sau đó.

## Chứng thực
Ngoài danh hiệu "Vương hậu Chánh cung của Pharaon", Karomama còn được gọi với danh hiệu "Nữ chúa của Hai vùng đất, được Mut yêu quý". Karomama II được nhắc trên Biên niên sử của Osorkon (B), một văn bản được khắc trên Cổng Bubastite, và trên một bản khắc mực nước sông Nin đều ở tại đền Karnak. Trên các văn bản đó, vua Osorkon III đã khẳng định mình là con của Takelot II và Karomama II.